# Amtsgericht Großtänchen
Das Amtsgericht Großtänchen war ein deutsches Amtsgericht mit Sitz in Großtänchen in den Jahren 1879 bis 1918.

## Geschichte
Großtänchen war Sitz eines französischen Friedensgerichts. Nach der Abtretung Elsass-Lothringens im Frieden von Frankfurt an das Deutsche Reich 1871 wurde die Gerichtsstruktur mit dem Gesetz, betreffend Abänderung der Gerichtsverfassung vom 14. Juli 1871 und der Ausführungsbestimmung hierzu vom gleichen Tag neu geregelt. Dabei wurden die Friedensgerichte beibehalten.
Im Rahmen der Reichsjustizgesetze wurden 1879 die Friedensgerichte im Reichsland Elsass-Lothringen aufgehoben und Amtsgerichte gebildet. Das Amtsgericht Großtänchen war dem Landgericht Saargemünd nachgeordnet.
Am Gericht bestand 1880 eine Richterstelle. Das Amtsgericht war ein kleines Amtsgericht im Landgerichtsbezirk.
Der Gerichtsbezirk umfasste 1895 den Kanton Großtänchen mit 238 Quadratkilometern und 15.631 Einwohnern und 32 Gemeinden.
Mit der Verordnung über den Sitz und die Bezirke der Amtsgerichte vom 3. April 1909 ging die Gemeinde Greningen aus dem Sprengel des Amtsgerichts Großtänchen in den Sprengel des Amtsgerichts Albesdorf über. Im Gegenzug ging die Gemeinde Wirmingen aus dem Sprengel des Amtsgericht Albesdorf in den Sprengel des Amtsgericht Großtänchen über. Gleichzeitig gingen die Gemeinden Buschdorf und Geßlingen aus dem Sprengel des Amtsgerichts Großtänchen in den Sprengel des Amtsgerichts Falkenberg i. Lothr. über.
Nach der Abtretung Elsass-Lothringens an Frankreich nach dem Ersten Weltkrieg wurde das Amtsgericht Großtänchen als „Tribunal cantonal Grostenquin“ weitergeführt. Im Zweiten Weltkrieg wurde 1940 von der deutschen Besatzungsmacht die vorgefundene Gerichtsstruktur unter Verwendung deutscher Ortsnamen und Behördenbezeichnungen, hier also wieder als Amtsgericht Großtänchen, fortgeführt.